# Rancho Nuevo, Tempoal
Rancho Nuevo är en ort i Mexiko.   Den ligger i kommunen Tempoal och delstaten Veracruz, i den sydöstra delen av landet, 250 km norr om huvudstaden Mexico City. Rancho Nuevo ligger 107 meter över havet och antalet invånare är 422.
Terrängen runt Rancho Nuevo är platt. Runt Rancho Nuevo är det ganska tätbefolkat, med 72 invånare per kvadratkilometer. Närmaste större samhälle är Tempoal de Sánchez, 12,0 km väster om Rancho Nuevo. Omgivningarna runt Rancho Nuevo är en mosaik av jordbruksmark och naturlig växtlighet.